# بحيرة ولشت
بحيرة ولشت هي من أهم البحيرات الطبيعية ذات المياه العذبة في إيران والتي تتدفق مياهها من العيون الجوفية، حيث تُعَد واحدة من عشر بحيرات ماء عذب في البلاد. تبلغ مساحة هذه البحيرة 150 ألف متر مربع وبعمق 20 متر، ويُقَّدَر منسوب المياه فيها حوالي ثلاثة ملايين متر مكعب. تقع هذه البحيرة في عمق التلال الشرقية لمدينة كلاردشت بالقرب من قرية سما. ولعذوبة مياهها تُعتبَر البحيرة مكاناً ملائماً للطيور المهاجرة وكذلك الأسماك وسائر المائيات.

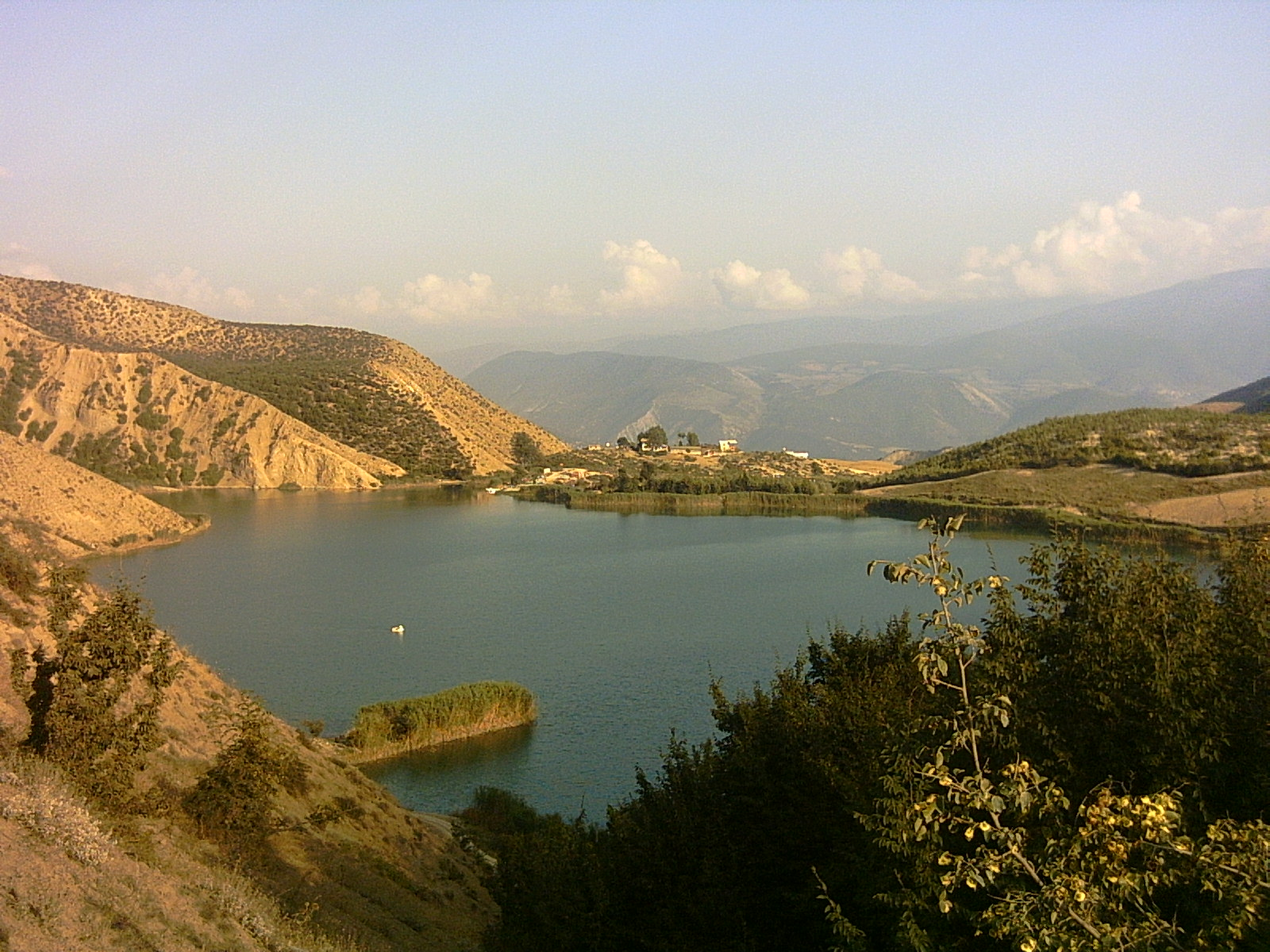
بحيرة ولشت الطبيعية في كلاردشت

## الموقع
تقع بحيرة ولشت في منطقة جبلية جنوب غرب مدينة جالوس (شمال إيران) في محافظة مازندران وشمال شرق مدينة كلاردشت، وعلى ارتفاع 1000 متر من سطح بحر قزوين.
كما يمكن الوصول إليها عن طريق مدينة جالوس ومن طريق كندوان وبعد قطع مسافة 23 كيلومتر في الارتفاعات والغابات يمكن الوصول إلى بحيرة ولشت الطبيعية.
▪ يذكر أن مدينة كلاردشت تقع في غرب محافظة مازندران على مسافة 35 كيلومتراً من الجزء الأوسط للشواطئ الجنوبية لبحر قزوين، وتحظى بجاذبيات سياحية وفيرة، وهي تابعة لقضاء جالوس. وتُعتبَر كلاردشت من المعالم السياحية والترفيهية وذلك لأنها منطقة طبيعية وتُعرَف (بجنة إيران). ويعود تاريخ كلاردشت إلى ما قبل 4000 سنة، وتحيط بها جبال مكسوّة بالثلوج والغابات بكر.

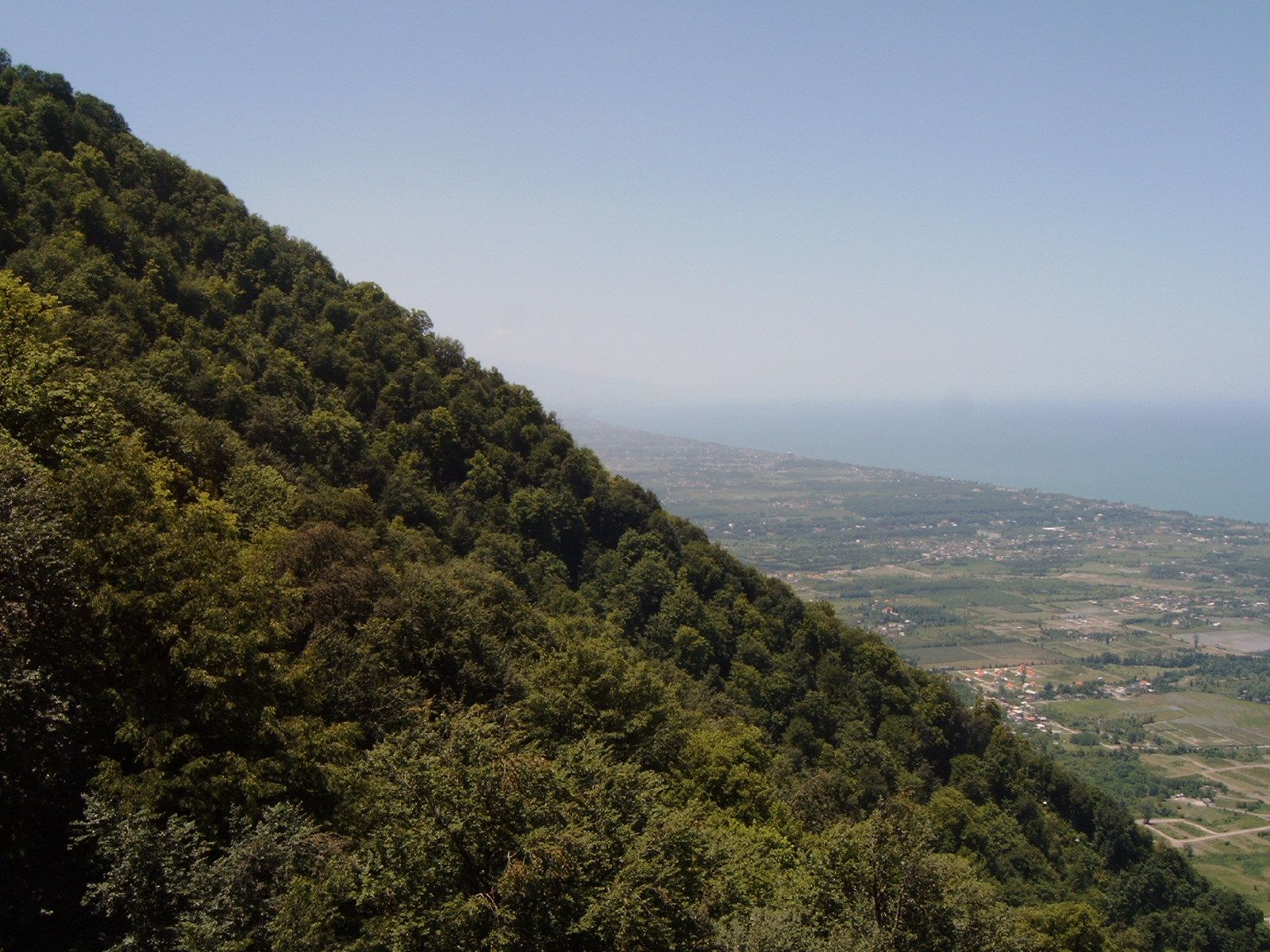
الطبيعة في جالوس

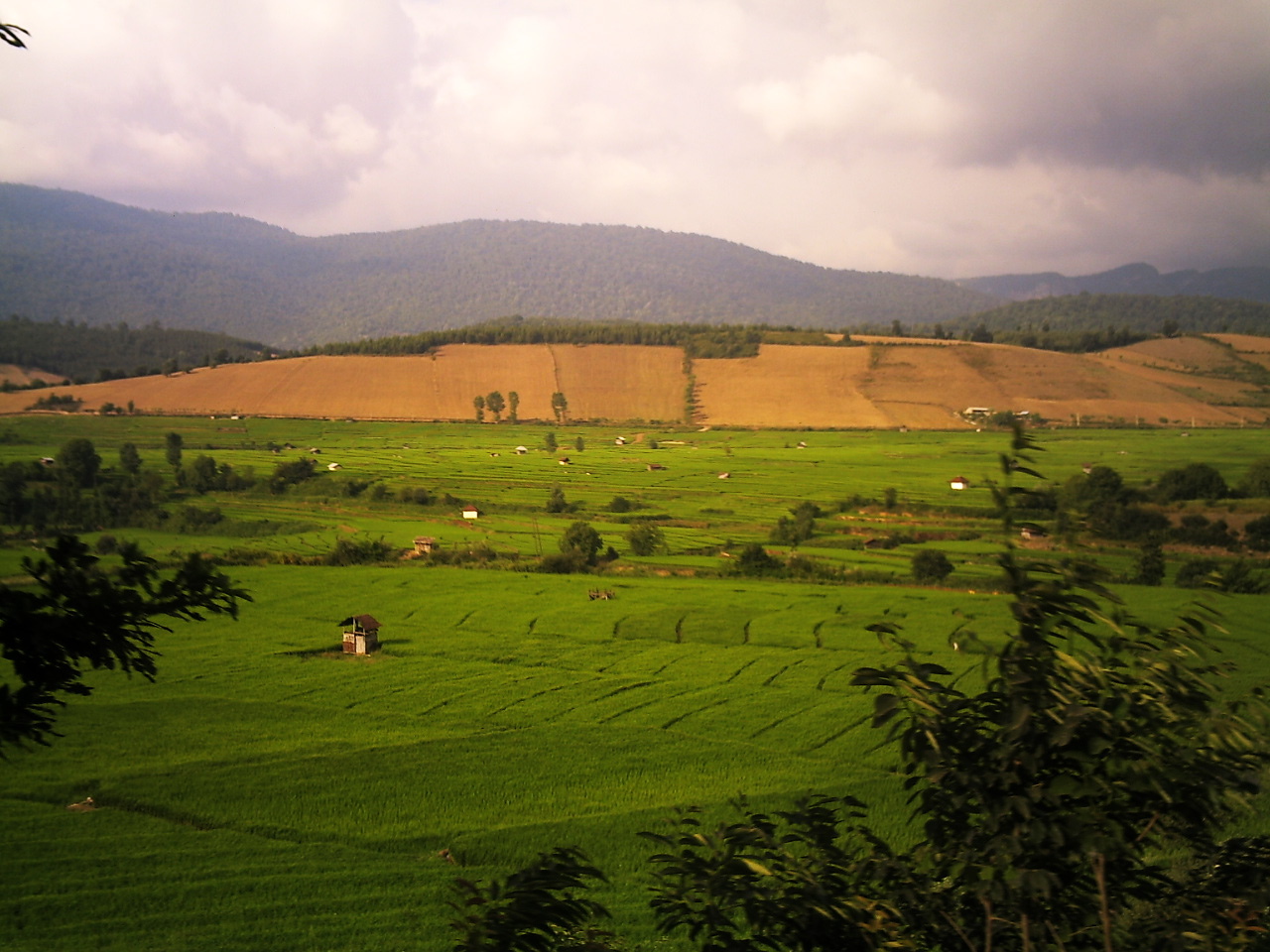
الطبيعة في مازندران

## مكانتها السياحية
إن تضاريس إيران هي متنوّعة، وفي إيران الكثير من المواقع السياحية الطبيعية والأثرية والدينية، حيث يمكن ممارسة التزلّج والصيد في جبال البرز وقضاء العُطلات في شواطئ الخليج العربي وبحر قزوين، وتُعتَبَر جزيرة كيش الإيرانية من أكثر المواقع السياحية في إيران.[بحاجة لمصدر] إضافةً إلى تلك المواقع السياحية توجد عدة بحيرات طبيعية كبيرة وصغيرة منها بحيرة ولشت التي يقصدها الآلاف من السياح بسبب طبيعتها الرائعة. وموقعها في منطقة جبلية وتلال جميلة ذات تنوع نباتي كبير جعلها مقصداً للسائحين الباحثين عن الطبيعة العذراء.

## معلومات عامة
| الأسم        | بحيرة ولشت       |
| المساحة      | 150 ألف متر مربع |
| العمق        | 20 متر           |
| منسوب المياه | 3 مليون متر مكعب |
| النوع        | مياه عذبة        |
| الموقع       | مدينة كلاردشت    |

## معرض الصور

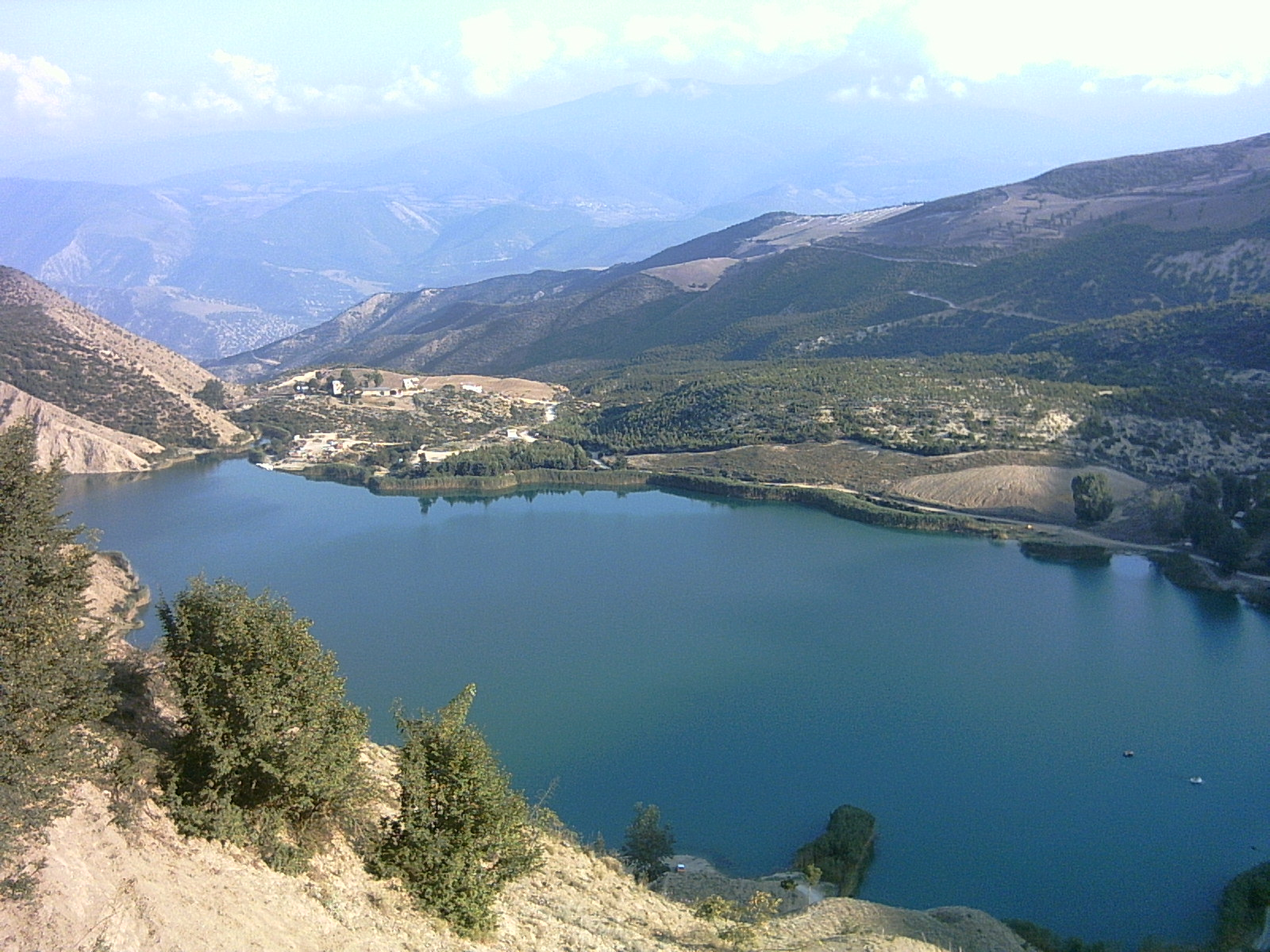
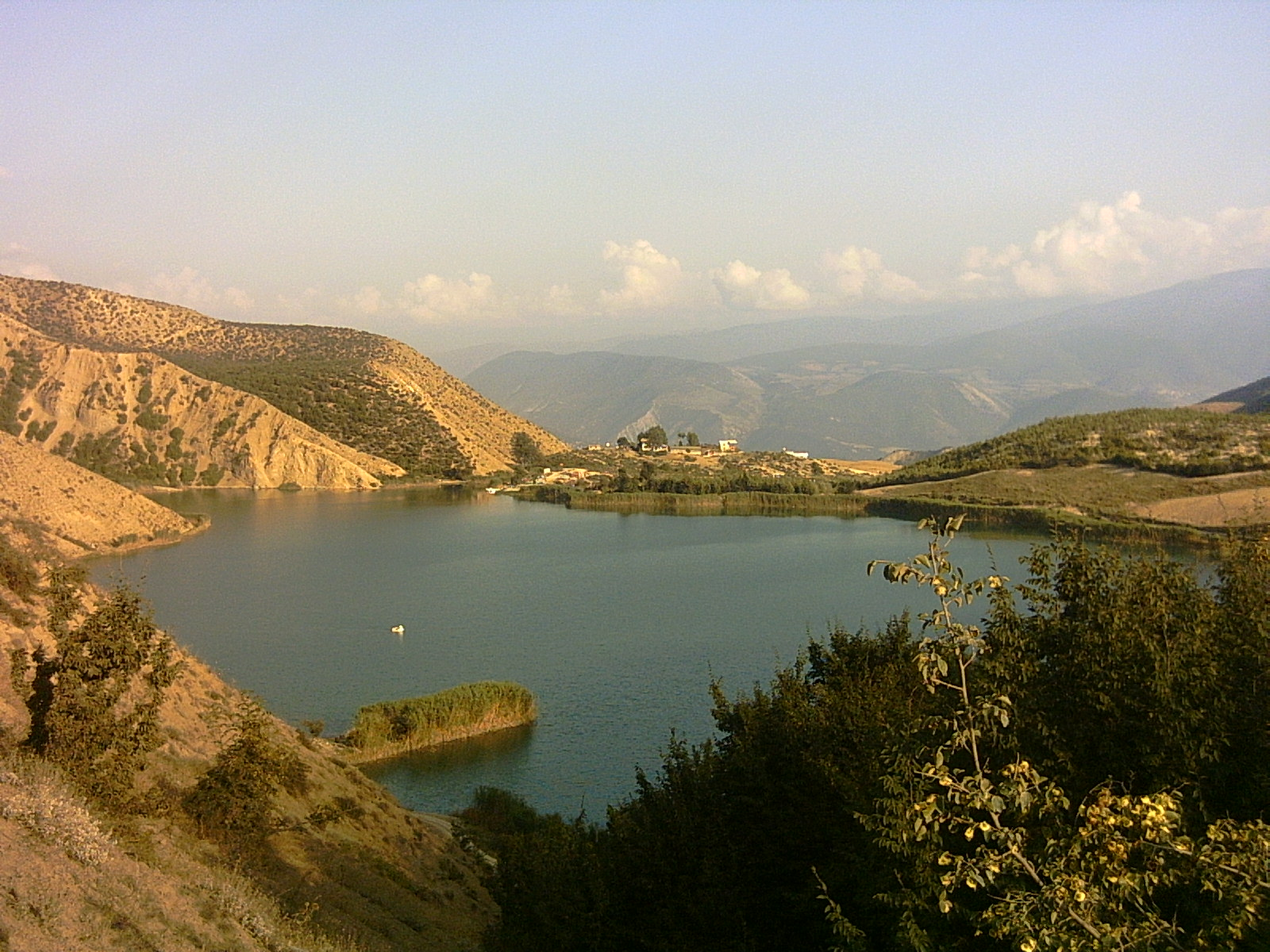
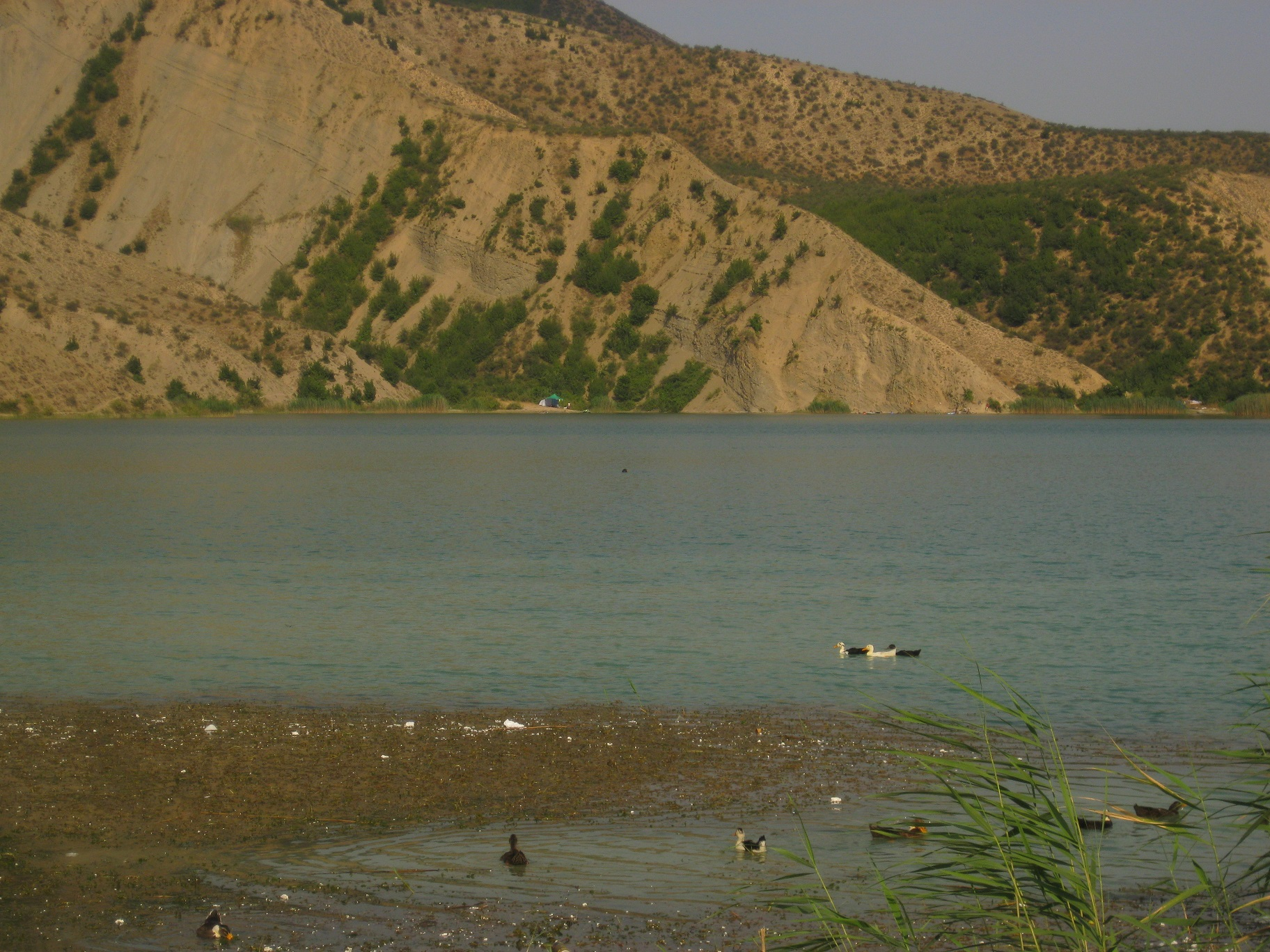
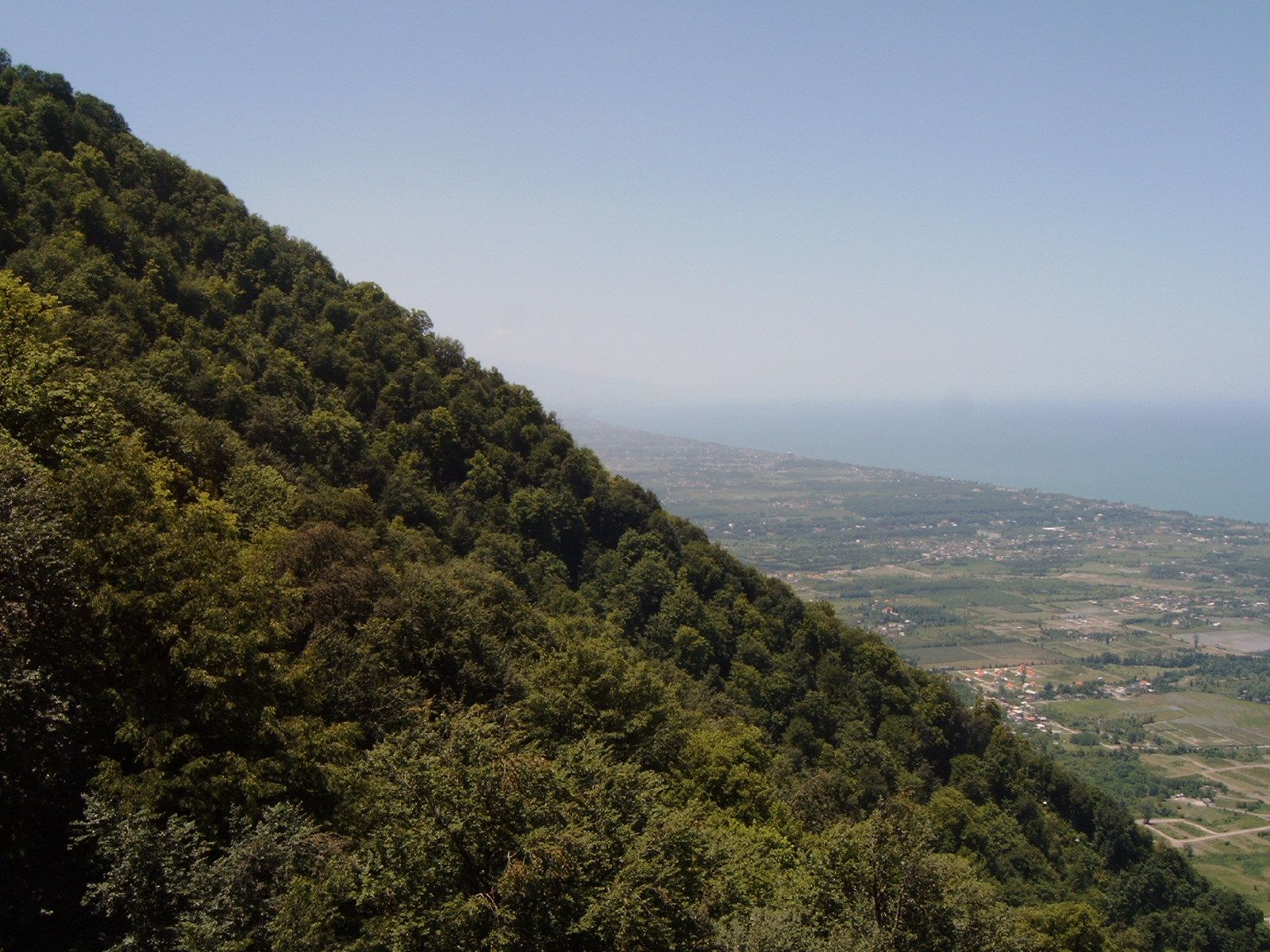
الطبيعة في جالوس
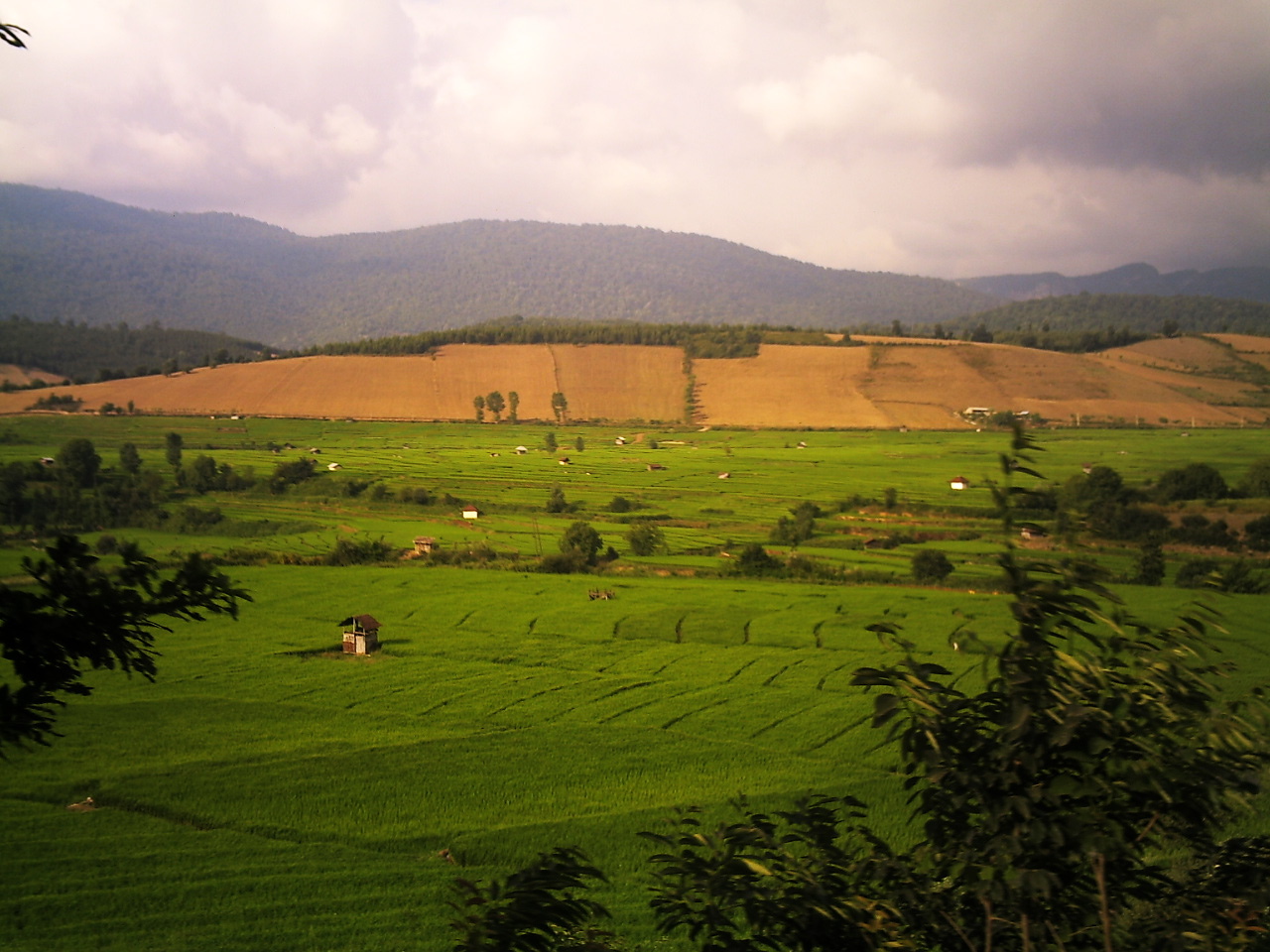
الطبيعة في مازندران